# Iris reichenbachii
Iris reichenbachii là một loài thực vật có hoa trong họ Diên vĩ. Loài này được Heuff. miêu tả khoa học đầu tiên năm 1858.